# 응우옌응옥쩌우호안

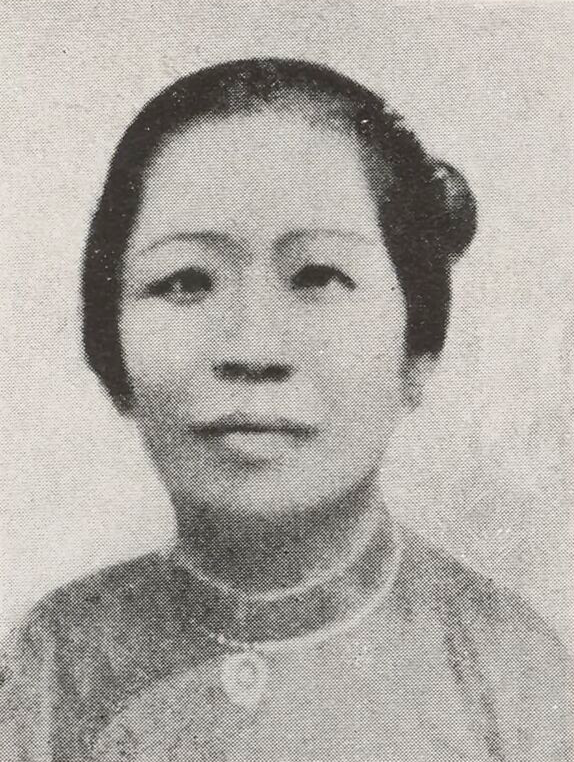

응우옌응옥쩌우호안(베트남어: Nguyễn Ngọc Châu Hoàn / 阮玉珠環 완옥주환, 1883년 ~ ?)은 응우옌 왕조의 황족이다. 죽득 황제의 8번째 딸이다.

## 생애
뜨득 36년(1883년), 후에 황성에서 태어났다.
주이떤 원년(1907년), 영국공(永國公) 응우옌흐우도의 아들 응우옌흐우컴(베트남어: Nguyễn Hữu Khâm / 阮有廞 완유흠)과 혼인하였다. 그해 음력 10월 10일(11월 15일), 정식으로 혼례를 올렸다.
주이떤 3년(1909년) 음력 10월, 신풍공주(베트남어: Tân Phong Công chúa / 新豐公主)에 봉해졌다.
사망한 연도는 정확하지 않지만 1930년대 초에는 여전히 생존해 있었을 것으로 확정된다.